# 精细化学品
精细化学品是指一些复杂、单一、纯净的化学物质（例如合成树脂、合成橡胶、合成纤维）经过深加工或生物技术處理後具有特定功能、特定用途的化学工业产品（例如医药、化学试剂）。這些產品商品性强，而且更注重使用性能。自1970年代后期以来，精细化学品已成为化学工业的重要组成部分。